# Medaglia di Luca di Crimea
La medaglia di Luca di Crimea è un premio statale della Federazione Russa.

## Storia
La medaglia è stata istituita il 19 giugno 2020 con il decreto del Presidente della Federazione Russa n. 404 "Sull'istituzione dell'Ordine di Pirogov e della medaglia di Luca di Crimea". Con lo stesso decreto è stato istituito l'Ordine di Pirogov.
La medaglia è dedicata al santo ortodosso Luca, al secolo Valentin Feliksovich Voino-Yasenetsky, (14 aprile [27 aprile] 1877-11 giugno 1961), arcivescovo di Krasnoyarsk e Yenisei dal 1942 al 1944, arcivescovo di Tambov e Michurinsky dal 1944 al 1946 e arcivescovo di Simferopoli e della Crimea dal 1946 al 1961.
Il 21 giugno 2020, in occasione della Giornata dell'operatore sanitario, il presidente Vladimir Putin ha firmato i decreti per premiare i lavoratori delle istituzioni mediche e scientifiche russe per il loro grande contributo alla lotta contro l'infezione da coronavirus, la dedizione e la professionalità dimostrate nello svolgimento del loro dovere professionale con l'Ordine di Pirogov e la medaglia di Luca di Crimea. Secondo il decreto, la medaglia è stata assegnata a diverse centinaia di operatori sanitari in tutta la Russia.

## Assegnazione
La medaglia viene assegnata a medici praticanti, personale infermieristico e personale medico junior e altri dipendenti di organizzazioni mediche cliniche, terapeutiche e profilattiche, sanitarie, ingegneristiche e tecniche, di ricerca, farmaceutiche, educative e di altro tipo per premiare meriti nel campo della tutela della salute dei cittadini, un grande contributo all'organizzazione dell'assistenza medica e al rafforzamento della salute pubblica, la fornitura alla popolazione di medicinali di alta qualità, lo sviluppo e la produzione di farmaci innovativi, la formazione del personale medico di organizzazioni, le attività scientifiche e di altro tipo finalizzate allo sviluppo del sistema sanitario, la dedizione e l'alta professionalità nel trattamento di pazienti in condizioni difficili, avendone la vita e preservato la loro salute.
La medaglia può essere assegnata anche a cittadini stranieri per premiare un significativo contributo allo sviluppo dell'assistenza sanitaria nella Federazione Russa o per la fornitura di assistenza medica ai cittadini della Federazione Russa all'estero.
La medaglia di Luca di Crimea è indossata sul lato sinistro del petto e, se ci sono altre medaglie della Federazione Russa, viene posta dopo la medaglia per il salvataggio di una vita. Per le occasioni speciali e l'eventuale uso quotidiano, è previsto l'uso di una copia in miniatura del distintivo da porre dopo la copia in miniatura della medaglia per il salvataggio di una vita. Quando viene indossato sull'uniforme, la barretta è posta dopo quella della medaglia per il salvataggio di una vita.

## Insegne
- La medaglia è d'argento e ha la forma di un cerchio con un diametro di 32 mm con bordo convesso su entrambi i lati. Sul dritto della medaglia vi è un busto di Luca di Crimea. A destra, lungo la circonferenza, vi la scritta "ЛУКА КРЫМСКИЙ" (in italiano: LUCA DI CRIMEA). Nel rovescio della medaglia, al centro, vi è la scritta "ЗА ВЕРНОСТЬ ДОЛГУ И СИЛУ ДУХА" (in italiano: PER FEDELTÀ AL DOVERE E FORTEZZA DELLO SPIRITO) e sotto il numero di serie. Vi sono anche due rami di ulivo incrociati e uno scudo con una coppa ippocratica (una coppa intrecciata con un serpente). Tutte le immagini e le iscrizioni sulla medaglia sono in rilievo.
- La medaglia è collegata mediante un occhiello e un anello a un blocco pentagonale ricoperto da un nastro rosso moiré di seta con strisce bianche longitudinali lungo i bordi e una striscia bianca longitudinale al centro. La larghezza del nastro è di 24 millimetri, la larghezza delle strisce lungo il bordo del nastro è di 2 millimetri mentre quella al centro del nastro è larga 3 millimetri.

Quando si indossa il nastro della medaglia di Luca di Crimea sulle uniformi viene utilizzato un nastrino con alto 8 millimetri e largo 24 millimetri. La miniatura da indossare sulla giacca è larga 16 millimetri.